# Agoraphobia
"Agoraphobia" é uma canção escrita por Brandon Boyd, Mike Einziger, Ben Kenney, Chris Kilmore e Jose Pasillas, gravada pela banda Incubus.
É o terceiro single do quinto álbum de estúdio lançado em 2004, A Crow Left of the Murder....